# Мюнстерський мирний договір

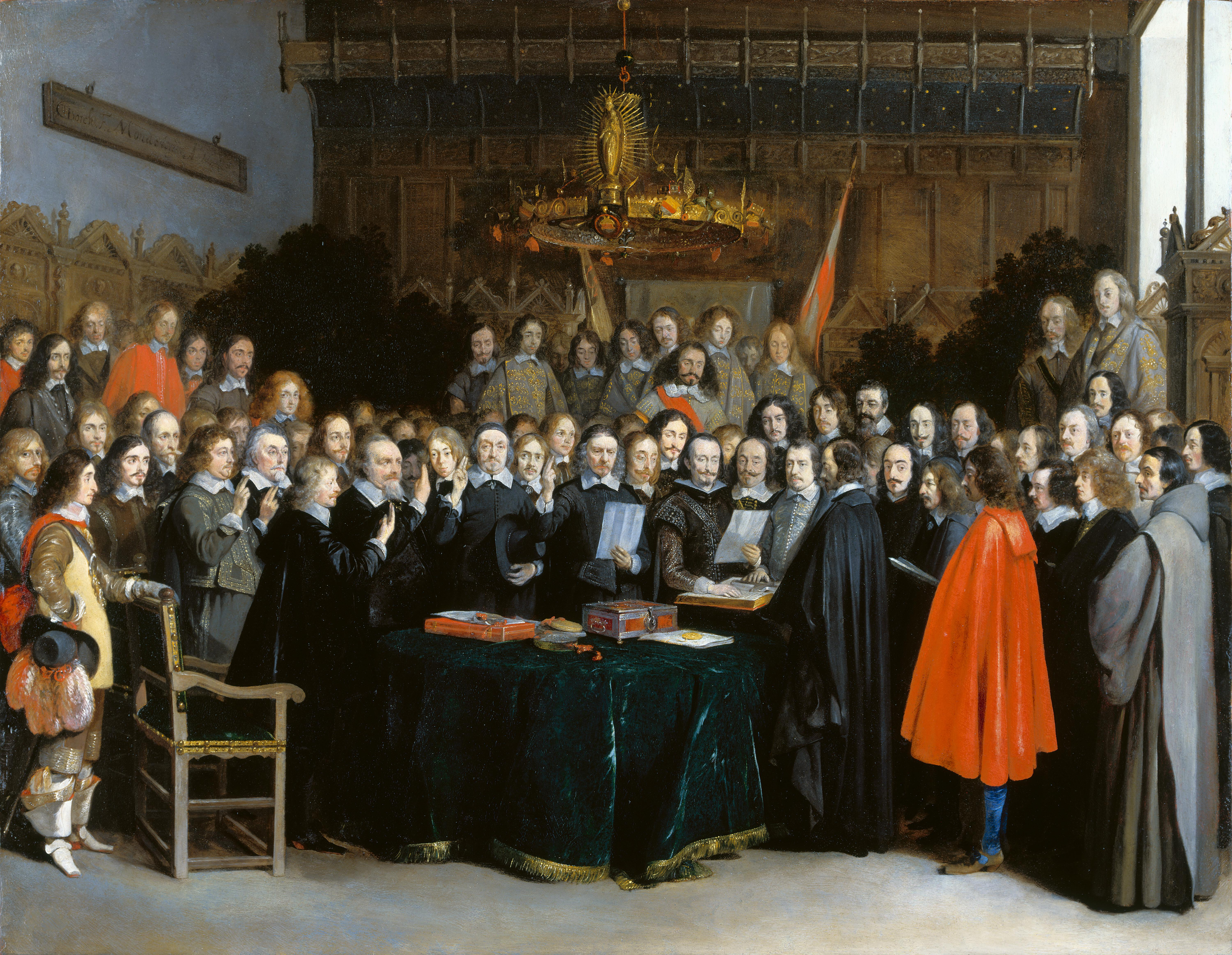
Приведення до присяги клятві ратифікації мирного договору в Мюнстері в 1648 (1648), картина Герарда тер Борха

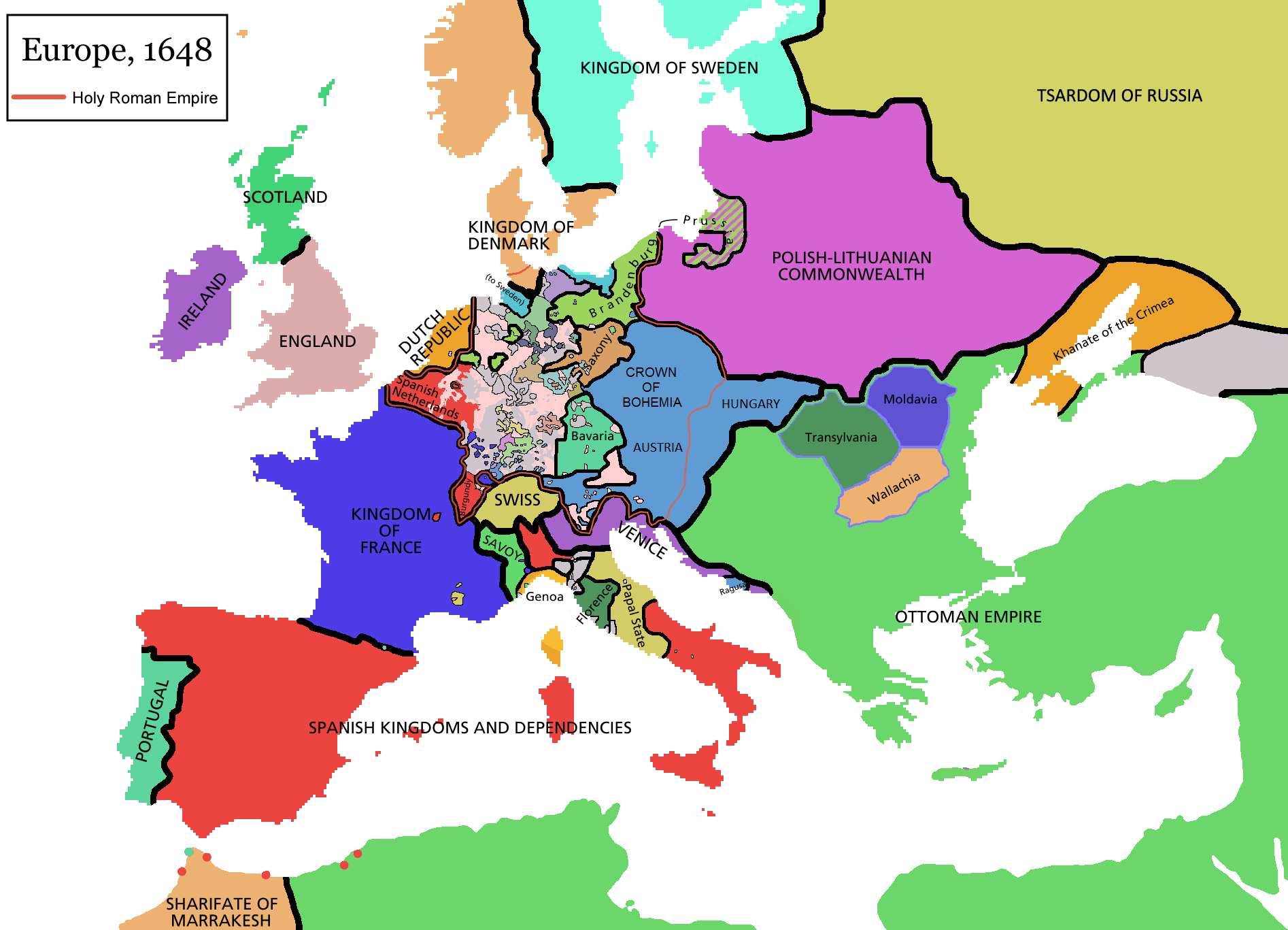
Європа після Вестфальського миру в 1648

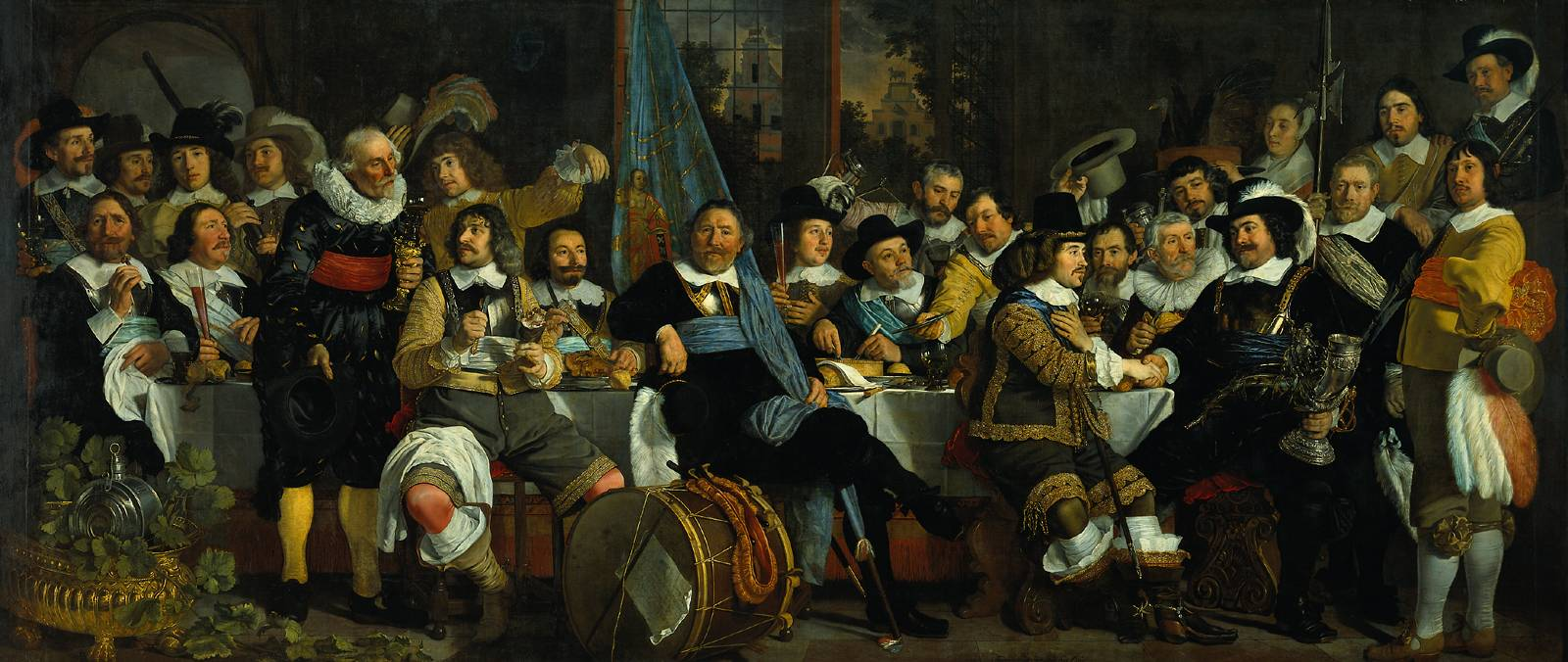
Святкування Мюнстерського миру (1648) Бартоломеуса ван дер Гелста

Мюнстерський мир — договір між Республікою Об'єднаних провінцій та Іспанією, підписаний в 1648. Це був поворотний договір в історії для Об'єднаних провінцій та однією з ключових подій нідерландської історії; з ним, Об'єднані провінції нарешті здобули незалежність від Священної Римської імперії. Договір був частиною Вестфальського миру, який закінчив обидві Тридцятирічну війну та Восьмидесятирічну війну (Нідерландську революцію).

## Ведення переговорів та мир
Переговори між ворогуючими сторонами почалися 1641 року в містах Мюнстер та Оснабрюк, сучасна територія Німеччини.
Попри те, що Об'єднані провінції не були формально визнані незалежною державою, республіці було дозволено брати участь в мирних переговорах; навіть Іспанія не була проти цього. У січні 1646, вісім нідерландських представників (2 з Голландії і по 1 з кожної з інших шести провінцій) прибули до Мюнстера для того, щоби почати мирні переговори. Іспанському посланцеві було надано чималі повноваження королем Філіпом IV, який чекав на підписання миру протягом багатьох років. 30 січня 1648 року сторони досягли консенсусу і текст було надіслано до Гааги та Мадриду на підписання. 15 травня цього ж року мир було нарешті укладено. Нідерланди, за цим договором, було визнано як незалежну державу.
Оригінальна копія мирного договору зберігається Рійксархіфом (національні архіви Нідерландів) в Гаазі.